# Wolfgang Bonte
Wolfgang Bonte (* 22. September 1939 in Nordhausen; † 21. Oktober 2000 in Düsseldorf) war ein deutscher Rechtsmediziner und Hochschullehrer.

## Leben
Bonte studierte zunächst Bauingenieurwesen an der Technischen Hochschule Hannover. Dort wurde er Mitglied des Corps Alemannia-Thuringia. Als Inaktiver wechselte er nach vier Semestern zum Studium der Medizin an die Friedrich-Alexander-Universität, wo er 1962 auch im Corps Rhenania Erlangen aktiv wurde. Schließlich ging er an die Georg-August-Universität Göttingen, an der er 1968 das Staatsexamen machte und zum Dr. med. promoviert wurde. Für die zweijährige Medizinalassistentenzeit und die Ausbildung in Rechtsmedizin blieb er in Göttingen. 1979 habilitierte er sich. Als Privatdozent folgte er 1985 dem Ruf der Heinrich-Heine-Universität Düsseldorf auf den Lehrstuhl für Rechtsmedizin. Mit Peter Pieper richtete er 1993 in Düsseldorf den 13. Weltkongress der International Association of Forensic Sciences (IAFS) aus. Dabei wurde die neue Sektion Forensic Archaeology and Anthropology integriert.
Nach dem misslungenen GSG-9-Einsatz in Bad Kleinen, bei dem am 27. Juni 1993 bei einem Festnahmeversuch der RAF-Terrorist Wolfgang Grams und ein Polizeibeamter starben, sorgte sein rechtsmedizinisches Gutachten für die öffentlichkeitswirksame Unterstützung der These, Grams sei von GSG-9-Beamten regelrecht hingerichtet worden, was einen Skandal um die beteiligten Bundesbehörden ausgelöst hatte. Nachdem sämtliche Gutachten festgestellt hatten, dass Grams mit einem aufgesetzten Kopfschuss aus seiner eigenen Waffe getötet worden war, sprach viel für die Annahme, er habe sich in auswegloser Lage selbst getötet. Bonte erklärte jedoch im Juni 1994, dass sich eine runde Hautabschürfung auf Grams’ rechtem Handrücken „widerspruchsfrei durch einen streifenden Kontakt mit dem Hahnende im Rahmen eines Entwindungsgriffs erklären“ lasse – dass also durchaus nacheilende GSG-9-Beamte ihm die Waffe aus der Hand gedreht und selbst auf Grams geschossen haben könnten. Das Gutachten wurde zur zentralen Argumentationsgrundlage im Zivilprozess der Eltern gegen die Bundesrepublik, in dem sie erfolglos versuchten, die Tötung durch Polizeibeamte nachzuweisen. Diese experimentelle Entwaffnung mit der Originalwaffe vom Bundeskriminalamt gelang Peter Pieper an ihm.
Wolfgang Bonte und Peter Pieper wirkten als wissenschaftliche Berater an der ab 1998 ausgestrahlten populären Fernsehserie Der letzte Zeuge mit, deren Krimi-Handlung komplexe rechtsmedizinische Probleme beinhaltete. Im Alter von 61 Jahren erlag er einem Karzinom.

## Ehrungen
- Präsident der International Association of Forensic Sciences (1990)
- Ehrenmitglied der polnischen Gesellschaft für Rechtsmedizin
- Ehrenmitglied der baltischen Gesellschaft für Rechtsmedizin
- Ehrenmitglied der ungarischen Gesellschaft für Rechtsmedizin
- Widmark Award (1989)

## Schriften
- Begleitstoffe alkoholischer Getränke. Lübeck 1987.